# 42271 Keikokubota
42271 Keikokubota è un asteroide della fascia principale. Scoperto nel 2001, presenta un'orbita caratterizzata da un semiasse maggiore pari a 2,5435704 UA e da un'eccentricità di 0,1934841, inclinata di 10,26691° rispetto all'eclittica.